# Phoma schneiderae
Phoma schneiderae är en lavart som beskrevs av Boerema, Gruyter & P. Graaf 1999. Phoma schneiderae ingår i släktet Phoma, ordningen Pleosporales, klassen Dothideomycetes, divisionen sporsäcksvampar och riket svampar.   Inga underarter finns listade i Catalogue of Life.